# Chyliza elegans
Chyliza elegans är en tvåvingeart som beskrevs av Friedrich Georg Hendel 1913. Chyliza elegans ingår i släktet Chyliza och familjen rotflugor. Inga underarter finns listade i Catalogue of Life.